# Mieđa
Mieđa (mađ. Homokmégy) je selo u jugoistočnoj Mađarskoj.
Zauzima površinu od 70,33 km četvornih.

## Zemljopisni položaj
Nalazi se u regiji Južni Alföld, na 46°29' sjeverne zemljopisne širine i 19°4' istočne zemljopisne dužine.

## Upravna organizacija
Upravno pripada kalačkoj mikroregiji u Bačko-kiškunskoj županiji. Poštanski broj je 6341.

## Povijest
Őrjeg, podignut s jednokratne grane rijeke Dunav (Sár, Turján, Crvena močvara) kao granica istočne zemlje, stvorio je zatvoreno područje. Vodom oblikovanu osobitost ovog područja su znatno promijenile obrane protiv poplava koje su trajale od početka prošlog stoljeća. Danas nas samo geografska imena granica sela podsjećaju na stari vodeni svijet. Većinom možemo vidjeti oranice osim tresetišta, livada i pašnjaka.
1877., Rimokatolički prezbiterij je osnovan, njegov registar rođenja se vodi od 1877. 1878., nova crkva je posvećena u čast Sv. Adalbertu. 1938., Gyula László je iskopao groblje iz doba Avara u Halomu. Iskopani materijal sačuvan je u Mađarskom Nacionalnom muzeju. Nakon 1945, infrastruktura sela se podosta popravila (struja, dječji vrtić, knjižnica, stanovi i dućani). Od 1954. do 1973.: par istraživača i sakupljača narodne glazbe je posjetilo selo. 1963: Jedna od sabirnih točaka Mađarskog etnografskog atlasa je bio Homokmégy. 1996: Grobovi iz 10. – 11. stoljeća su iskopani kraj zemljane ceste Alsómégy-Homokmégy. Őrjeg - sa svojim tresetištem, livadama, pašnjacima - proglašen je prirodnim rezervatom 1997. godine.
Domaća industrija veza ovog mjesta je znatna; rodno mjesto poznate slikarice jaja i vezačice je Homokmégy. Nedavno, lovački turizam je sve znatniji u životu sela.

## Stanovništvo
U Mieđi (Homokmégyu) živi 1544 stanovnika (2005.). Stanovnici su Mađari.

## Bratimljenja sela
Mieđa je zbratimljena s rumunjskim selom Vărşagom (mađ.  Székelyvarság).